# Centre de soutien aux organisations sociales et de santé
Le centre d'aide à la sécurité sociale et aux services de santé (finnois : Sosiaali- ja terveysjärjestöjen avustuskeskus, sigle STEA) est une agence gouvernementale  relevant du Ministère des Affaires sociales et de la Santé de Finlande.

## Présentation
Le Centre d'aide à la sécurité sociale et aux services de santé traite les demandes de subvention des organisations sociales et de santé et soumet une proposition de subvention annuelle au Ministère des Affaires sociales et de la Santé. 
En outre, le STEA assure le suivi, le contrôle et le décaissement des subventions.

## Histoire
Lorsque Veikkaus, la RAY et Fintoto ont fusionné au début de 2017 pour former une nouvelle société de jeu, Veikkaus Oy, et que les activités de RAY ont cessé, la responsabilité du traitement des subventions des organisations sociales et de santé a été transférée à STEA qui a commencé ses opérations le 1er janvier 2017.